# NGC 1488
NGC 1488 je dvojna zvijezda u zviježđu Biku. 

## Vanjske poveznice
- SEDS: NGC 1488